# 527
| [ Edytuj tabelę ]          |                                                                 |
| Król Aksum                 | - 520 Kaleb 540                                                 |
| Cesarz Bizancjum           | - 518 Justyn I 527 - 527 Justynian I Wielki 565                 |
| Cesarz Chin                | - 502 Liang Wudi 549                                            |
| Król Essexu                | - 527 Aescwine 587                                              |
| Król Franków               | - 511 Childebert I 558 - 511 Teuderyk I 534 - 511 Chlotar I 561 |
| Król Kentu                 | - 522 Eormenric 560                                             |
| Patriarcha Konstantynopola | - 520 Epifaniusz 535                                            |
| Władca Korei               | - 519 Anjang 531                                                |
| Król Mercji                | - 501 Cnebba (?) 566                                            |
| Król Munsteru              | - 523 Dub 527 - 527 Crimthann 547                               |
| Król Ostrogotów            | - 526 Atalaryk 534 - 526 Amalasunta (regentka) 534              |
| Papież                     | - 526 Feliks IV 530                                             |
| Król Persji                | - 488 Kawad I 531                                               |
| Król Wandalów              | - 523 Hilderyk 530                                              |
| Król Wessexu               | - 519 Cerdic 534                                                |
| Król Wizygotów             | - 526 Amalaryk 531                                              |

Rok 527 / DXXVII
stulecia: V wiek ~
VI wiek ~
VII wiek

lata: 517 «
522 «
523 «
524 «
525 «
526 «
527
» 528
» 529
» 530
» 531
» 532
» 537

## Wydarzenia
Europa
- 1 kwietnia – Justyn I ogłosił współcesarzem swego siostrzeńca Justyniana.
- 1 sierpnia – Justynian I Wielki został cesarzem wschodniorzymskim po śmierci Justyna I.
- Æscwine założył anglosaskie Królestwo Essex na podbitych terytoriach brytyjskich, zostając jego pierwszym królem.
- Crimthann II Srem został królem irlandzkiego Munsteru.

## Urodzili się
- Aleksander z Cypru, bizantyński mnich chrześcijański (zm. 565).

## Zmarli
- 1 sierpnia – Justyn I, cesarz bizantyński (ur. ≈450).
- Ich'adon, koreański mnich buddyjski (ur. 501).